# طرفية (اتصالات)

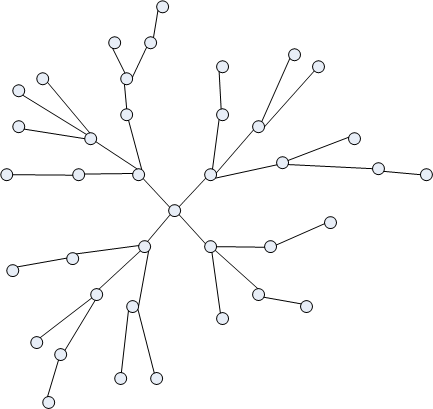
مجموعة من محطات فاصلة عبارة عن عقد مشكلة شبكة

تُشير الطرفية أو المربط أو المحطة الفاصلة في مجال الاتصالات عن بعد ، إلى جهاز على أطراف رابط الاتصالات والتي يتم من خلالها دخول أو خروج حزم البيانات . ومن أمثلة الأجهزة التي تحتوي على محطات فاصلة نذكر الهواتف ، الفاكس ، طرفية الحاسوب و الأجهزة الشبكية، الطوابع و محطات العمل.